# Muhammetnazar Gapurow
Muhammetnazar Gapurowiç Gapurow (in russo Мухамедназар Гапурович Гапуров?, Muchamednazar Gapurovič Gapurov; Čardžuj, 15 febbraio 1922 – Aşgabat, 13 luglio 1999) è stato un politico sovietico.

## Biografia
Nato nell'allora Repubblica Sovietica Popolare di Bukhara, studiò all'Istituto magistrale di Čardžuj ed iniziò a lavorare come insegnante nel 1941, ma il concomitante scoppio della Seconda guerra mondiale lo fece richiamare alle armi nelle file dell'Armata Rossa. Ferito, fu congedato nel 1943 e tornò a Čardžuj, dove si sarebbe laureato in pedagogia nel 1954. Nel frattempo, iscritto dal 1944 al Partito Comunista di tutta l'Unione (bolscevico), ricoprì vari ruoli nella sezione repubblicana turkmena, di cui fu Primo segretario dal 1969 al 1985. Precedentemente (1963-1969) aveva anche presieduto il Consiglio dei ministri della RSS Turkmena, mentre dal 1971 al 1986 fece parte del Comitato Centrale del PCUS. Ritiratosi in pensione, morì nel sanatorio di Bergenzi, ad Aşgabat.